# Берестувате (озеро)
Берестува́те (інша назва — Чорне) — озеро в Україні, на околицях Суботцівської громади Кропивницького району Кіровоградської області. Воно знаходиться поблизу сіл Богданівка та Водяне, обабіч автодороги Н-01.

## Географія
Площа озеро становить 16 га (0,16 км²).
Озеро оточене болотом «Чорний ліс», разом з яким є гідрологічною пам'яткою природи України.
За легендою, це озеро бездонне. За переказами місцевих жителів сюди приїздив Дмитро Менделєєв, щоб особисто поміряти глибину містичного озера, проте, зробити йому це не вдалося, бо його вантаж постійно провалювався глибше і глибше.
Найімовірнішою причиною виникнення цієї легенди є карстове походження озера. Воно знаходиться у карстовому розломі, який спочатку міг досягати сотень метрів, а потім замулився.

## Міфи та легенди
"Чорний ліс дуже часто служив місцем, де збиралися татари, козаки й поляки. Отож не дивно, що народні перекази говорять про існування в цих лісах підземних льохів, сховані у них величезні скарби, про страшні голоси, які можна почути вночі серед дерев лічу, про сивих вусатих запорожців, одягнутих у червоні, мов жар, шати, з люльками в зубах, котрі сидять над купами золота у глибокій задумі в підземних печерах лісу тощо" - Дмитро Яворницький "Історія запорозьких козаків".
⠀
На березі Чорного озера є старий, занедбаний будинок. Ті з них, хто залишався на ніч у цьому моторошному місці, потім розповідали, що бачили русалок. Біля озера людям часто буває якось не по собі. Чіпляється блуд, і людина може отямитись вже у воді.
⠀
А ще місцеві розповідають про це місце дуже багато легенд. Зокрема, про затонулу тут карету хана Гірея. Виготовлена із чистого золота, вкрита діамантами і сапфірами, вона, мабуть, навічно залишилась лежати у глибинах Чорного озера.
⠀
А ще патякають про невільників, яких татари переводили через цей ліс. Тих, хто зовсім вибився із сил і не міг далі йти, топили в Чорному озері. Кажуть, їхні стогони і досі долинають до берегів. Насправді ж у товщі озерної води накопичується газ метан, який має властивість вибухати. Звідси, ймовірно, й дивні звуки, які інколи чують люди.
⠀
Кажуть, що саме тут Махно заховав награбовані скарби. Ну і отамани Республіки Чорний Ліс теж щось могли приникати.
⠀
Та найжахливіша історія, з тих, які розповідають, трапилась тут всередині 70-х років минулого сторіччя. Велика компанія молодих дівчат і хлопців якось приїхала до озера. Це були сміливці, що забавлялися ворожінням та викликанням духів. Підлітки мали із собою старовинні книжки про магію. Як саме провели вони ту ніч біля озера, невідомо, але згодом, коли люди почали їх шукати – на місці знайшли ті старі книжки і мертві тіла всіх, хто приїхав до озера. Причини смерті міліція так і не змогла встановити.

## Галерея

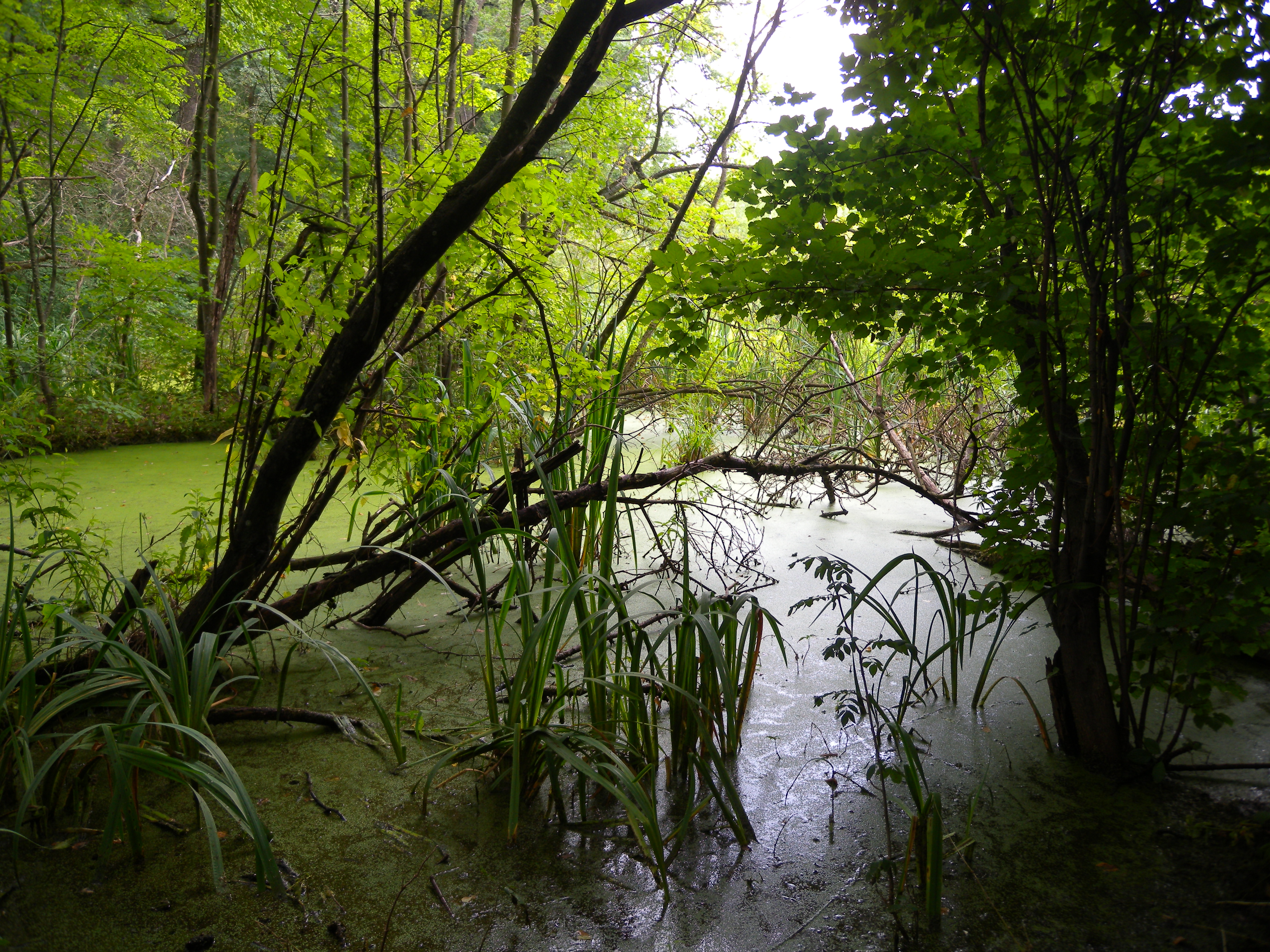
Прилеглі до озера Берестуватого заболочені ділянки
Берег озера Берестуватого (Чорного)
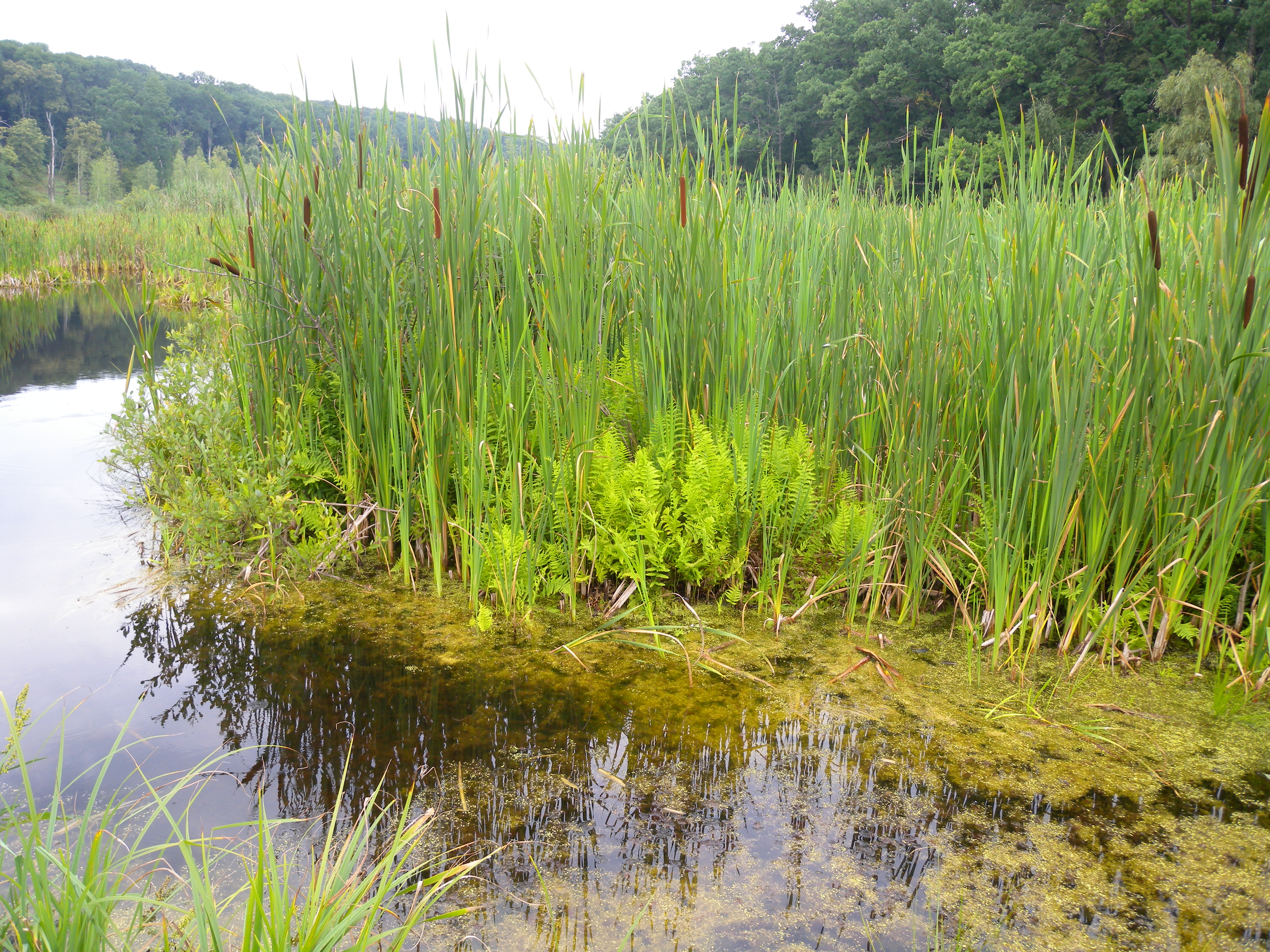
Берег озера Берестуватого
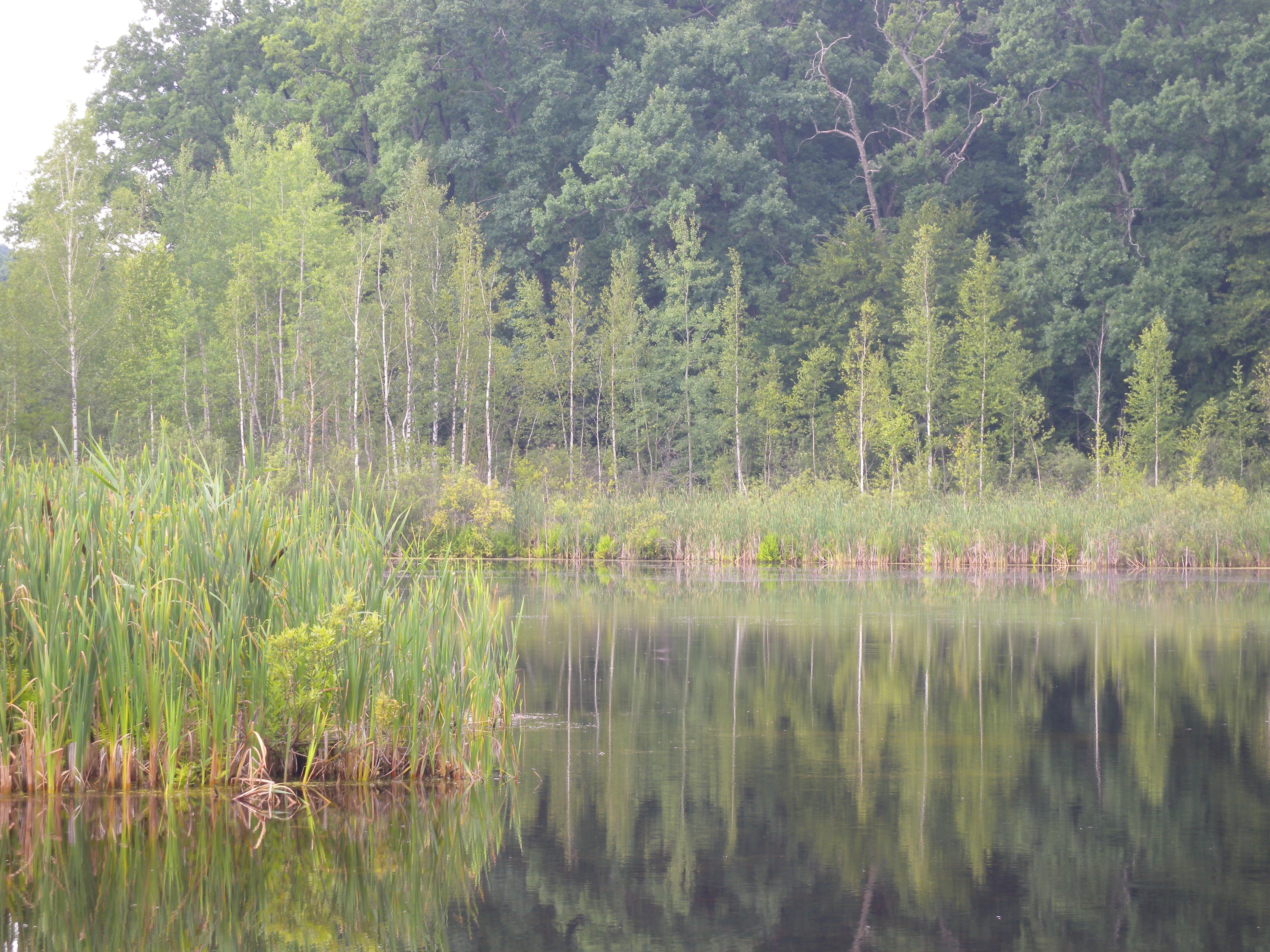
оз. Берестувате
озеро Берестувате (Чорне)